# Cryptophaea saukra
Cryptophaea saukra är en trollsländeart som beskrevs av Hamalainen 2002. Cryptophaea saukra ingår i släktet Cryptophaea och familjen Euphaeidae. IUCN kategoriserar arten globalt som akut hotad. Inga underarter finns listade i Catalogue of Life.